# Зверев, Василий Николаевич
Васи́лий Никола́евич Зве́рев (11 августа 1884 — 27 октября 1966, Париж) — русский политик, участник право-монархического движения, член IV Государственной думы от Нижегородской губернии.

## Биография
Православный. Потомственный дворянин Московской губернии. Сын члена Государственного совета Николая Андреевича Зверева. Землевладелец Арзамасского уезда Нижегородской губернии (271 десятина).
В мае 1912 года окончил Новороссийский университет по юридическому факультету. С августа того же года состоял инспектором народных училищ в городе Ядрине Казанской губернии.
В октябре 1912 был избран членом Государственной думы от Нижегородской губернии. Входил во фракцию правых. Состоял секретарем комиссии по местному самоуправлению, а также членом комиссий: по запросам, по переселенческому делу, финансовой, по рабочему вопросу, по народному образованию, земельной и об охоте.
Был членом Союза русского народа, кандидатом в члены его Главного совета (1912), а также членом-учредителем Филаретовского общества народного образования (1914).
После Октябрьской революции в эмиграции в Тунисе, затем во Франции. Написал малые иконы для иконостаса храма Александра Невского в Бизерте. Публиковал очерки в газете «Православная Русь».
9 ноября 1913 года состоялось венчание Василия Николаевича и Ларисы Дмитриевны Жедринской (29.03.1893—14.08.1988).
Скончался в 1966 году в Париже. Похоронен на кладбище Сент-Женевьев-де-Буа.

## Воспоминания современников
В некрологе, посвященном Звереву, архимандрит Константин (Зайцев) писал:
Скончался выдающийся представитель Русского Зарубежья Василий Николаевич Зверев, <...> он вырос в атмосфере, лишенной всякого налета интеллигентщины, в г. Москве. И в нем, поскольку сложился в нем человек широкого и глубокого кругозора, особенно было привлекательным наличие церковного духа ничем не замутненного. Донес он до глубокой старости ясное и чуткое церковно-православное мировоззрение, сочетаемое с исключительной доброжелательностью и готовностью понять и усвоить, в меру приемлемости, и инакомыслие <...> В. Н. принадлежал к тем людям, на которых можно было измерить и оценить всю ни с чем не сравнимую силу европеизированной русскости, не погрешившей пред своей исконной духовной природой.

## Сочинения
- Старый Кирибей (Памяти П. Н Шабельского-Борка (1896—1952) // Павловский гобелен: историческая повесть / Старый Кирибей. М, 2001.